# Monasterio de San Varlaamo de Jutýn y de la Transfiguración del Salvador
El monasterio de San Varlaamo de Jutýn y de la Transfiguración del Salvador (del ruso: Хутынский Спасо-Преображенский Варлаамиев монастырь) era el monasterio considerado más santo de la República de Nóvgorod medieval. El monasterio está situado en la orilla derecha del río Vóljov, unos 10 km al nornordeste de Nóvgorod, en el pueblo de Jutýñ, cuyo nombre quizá derive del ruso judói (худой), que significa "enfermizo, pobre o malo", queriendo sugerir que la región o el pueblo era un lugar maligno, o una zona pobre en los pantanos cerca del río.
Este monasterio ortodoxo fue fundado en 1192 por el primer higúmeno del monasterio, el antiguo boyardo de Nóvgorod Oleksa Mijalévich, cuyo nombre monástico pasó a ser Varlaamo de Jutýn. La principal iglesia del monasterio fue consagrada por el arzobispo Gavriil de Nóvgorod al año siguiente, el mismo en el que Varlaamo murió.  Está enterrado en la iglesia principal del monasterio, la Catedral de la Transfiguración, a la derecha del altar. Fue santo patrón de Nóvgorod y ancestro por línea paterna de muchas familias nobles rusas, incluyendo a los Cheliadnin y Pushkin, de la que era miembro Aleksandr Pushkin. 
De acuerdo a la Vida de San Varlaamo de Jutýn, Iván III visitó el monasterio y deseó ver las reliquias de San Varlaamo en 1471.  Cuando abrieron la tumba del santo, estaba llena de humo y fuego. Arrepentido por haber injuriado a la ira divina, Iván III se marchó del monasterio y de Nóvgorod, dejando su bastón como curiosidad para los monjes. Este bastón fue exhibido en la sacristía del monasterio durante siglos.

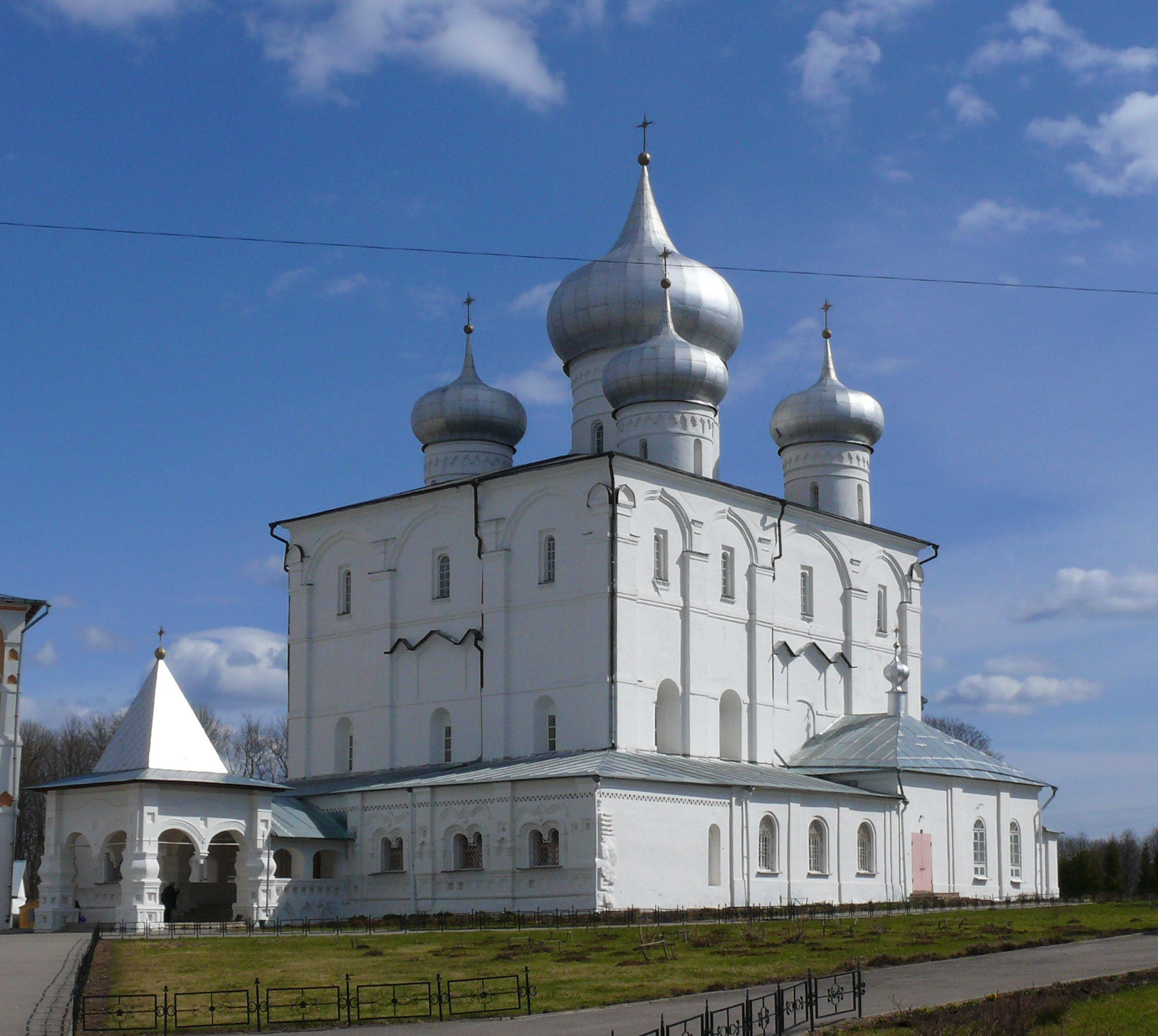
Catedral de la Transfiguración del Señor del monasterio

El hijo de Iván, Basilio III ordenó que se demoliera la vieja iglesia principal del monasterio y que fuera reemplazada por un edificio noble de seis pilares. La nueva iglesia, completada en 1515 y consagrada por el Metropolitano Varlaamo (ya que el arzobispado de Nóvorod estuvo vacante entre 1509 y 1526), se hizo según el patrón de la Catedral de la Asunción de Rostov. Fue la primera obra de arquitectura moscovita en el noroeste de Rusia y se usó como modelo para otras en la región.
El anexo de San Gabriel, añadido a la catedral en 1646, recibió su nombre actual por el poeta Gavrila Derzhavin que fue enterrado aquí en 1816. El refectorio con la iglesia de San Varlaamo fue construido bajo los auspicios de Iván IV en 1552. El campanario neoclásico data de los tiempos del reinado de Catalina la Grande.
El vicario de la diócesis de Nóvgorod era a veces nombrado arzobispo de Jutýn y vivía en el monasterio. Por ejemplo, el arzobispo Alekséi fue arzobispo de Jutýn de 1926 a 1932. Él administró la diócesis mientras el metropolitano Arsenio fue detenido y exiliado a Asia Central. Alekséi fue brevemente arzobispo de Nóvgorod (en 1933) y posteriormente Patriarca de Moscú y de toda Rusia (1945-1970).
Durante las primeras décadas de gobierno soviético el monasterio albergó un manicomio. Posteriormente sería un lugar de vacaciones y albergue para los visitantes a la región. Fue devuelto a la Iglesia en 1993. Mientras que durante la mayor parte de su historia fue un monasterio masculino, ahora es un convento femenino.